# دانييل آغر

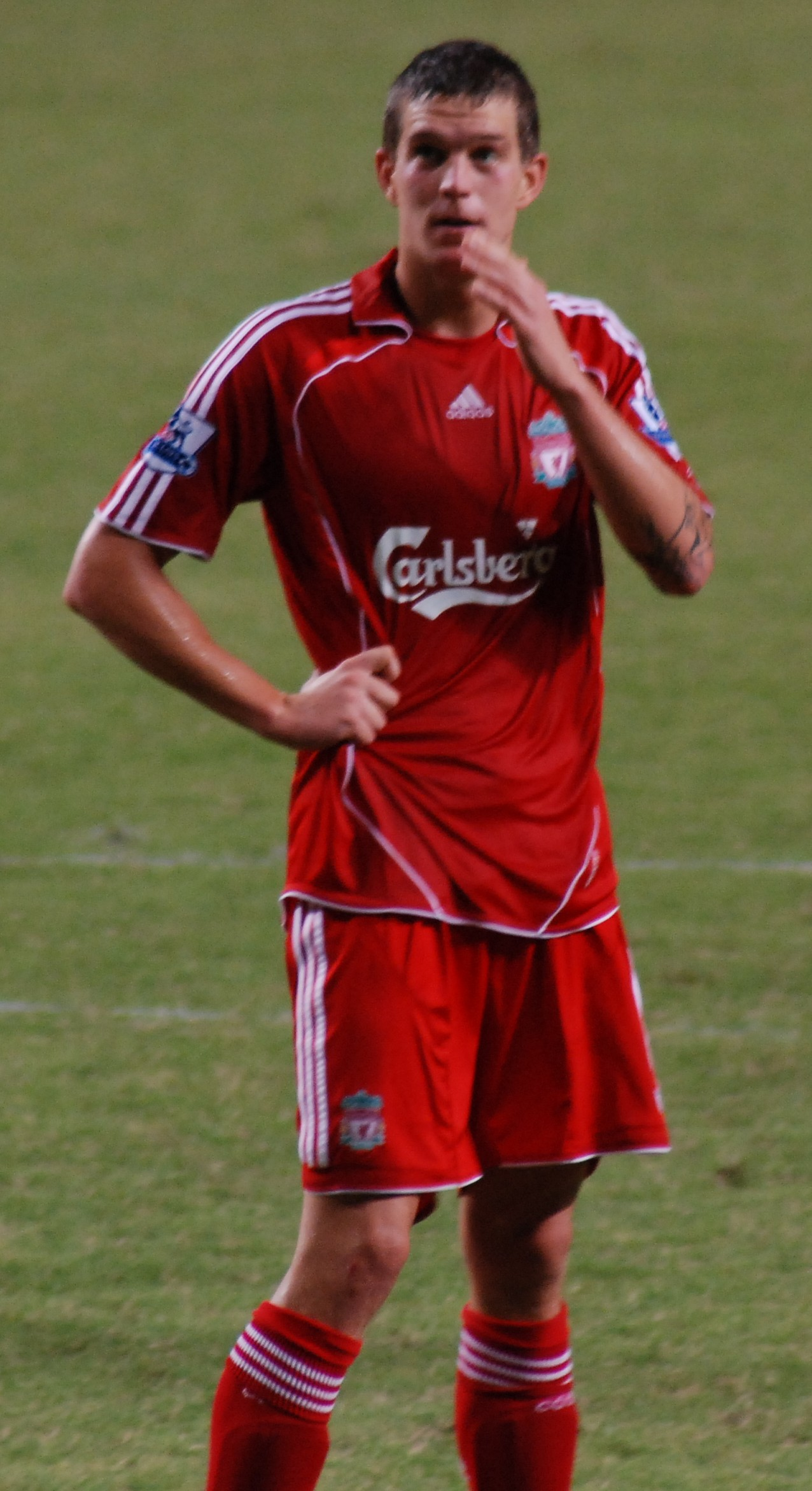
دانييل آغر

دانييل مونثي آغر (بالدنماركية: Daniel Agger)‏، من مواليد 12 ديسمبر 1984 في هفيدوفري في الدنمارك، لاعب كرة قدم دنماركي.
بدأ مسيرته الكروية مع نادي بروندبي في عام 2004، ولعب معهم حتى عام 2006، وشارك معهم في 34 مباراة وسجل 5 أهداف، انتقل إلى ليفربول عام 2006 وقد امضى اوقات جميلة مع النادي وأصبح القائد الثاني للفريق بعد اعتزال جيمي كارغار لينوب عن ستيفن جيرارد وانتقل الي بروندبي عام 2014.
و قد بدأ باللعب مع منتخب الدنمارك لكرة القدم في عام 2005.
و هو صاحب الهدف الذي أهل ليفربول من نصف نهائي دوري الأبطال امام تشلسي عام 2007. احتفل دانييل آغر بمشاركته المئة مع فريقه ليفربول في مباراة يوم السبت 29 أكتوبر 2011 ضد ويست بروميتش

## مسيرته الكروية
لعب دانييل آغر خلال مسيرته الاحترافية مع ناديين في ثلاثة عشر موسمًا وسجل خلالها 16 هدفًا ضمن 251 مباراة. حيث فاز في موسمين بالكأس وفي موسم واحد بالدوري.
خاض دانييل آغر مسيرته مع نادي بروندبي في موسم 2004–05 في المرة الأولى ولمدة موسمين ثم في موسم 2014–15 ولمدة موسمين، مشاركًا طوالها في 76 مباراة سجل خلالها 7 أهداف. ثم انتقل إلى نادي ليفربول في موسم 2005–06 ليلعب معه تسعة مواسم، حيث شارك في 175 مباراة سجل خلالها 9 أهداف.

## روابط خارجية
- دانييل آغر على موقع الاتحاد الدولي (مؤرشف)  (الإنجليزية)
- دانييل آغر على موقع الاتحاد الأوربي (الإنجليزية)
- دانييل آغر على موقع إي إس بي إن إف سي (الإنجليزية)
- دانييل آغر على موقع قاعدة بيانات كرة القدم.إي يو (الإنجليزية)
- دانييل آغر على موقع ناشيونال فوتبول تيمز (الإنجليزية)
- دانييل آغر على موقع Soccerbase.com (لاعب) (الإنجليزية)
- دانييل آغر على موقع Soccerway.com (الإنجليزية)
- دانييل آغر على موقع عالم كرة القدم.نت (الإنجليزية)
- دانييل آغر على موقع كووورة
- دانييل آغر على موقع AS.com (الإسبانية)